# Бјеф де Мезон
Бјеф де Мезон (фр. Bief-des-Maisons) је насељено место у Француској у региону Франш-Конте, у департману Јура.
По подацима из 2011. године у општини је живело 77 становника, а густина насељености је износила 13,3 становника/km².

## Демографија
| 1962. | 1968. | 1975. | 1982. | 1990. | 2011. |
| ----- | ----- | ----- | ----- | ----- | ----- |
| 114   | 131   | 106   | 96    | 74    | 77    |